# Jeb Bush
John Ellis Bush, detto Jeb (Midland, 11 febbraio 1953), è un ex politico e imprenditore statunitense, del Partito Repubblicano, 43º governatore della Florida dal 1999 al 2007. Jeb è un esponente della famiglia Bush: è figlio del 41º presidente degli Stati Uniti George H. W. Bush e fratello minore del 43º, George W. Bush. Seguendo le orme di padre e fratello, si candidò anch'egli alle elezioni primarie presidenziali del Partito Repubblicano del 2016. Dopo i risultati fallimentari, si ritirò il 20 febbraio 2016.

## Biografia
È nato a Midland, nel Texas, e fin dall'infanzia venne chiamato Jeb, acronimo dato delle iniziali del suo vero nome (John Ellis Bush). Quando aveva sei anni, i suoi genitori si trasferirono a Houston dove Jeb praticò il tennis e il baseball. Quando aveva diciassette anni trascorse un anno in Messico per un interscambio culturale: nella città di León conobbe la sua futura moglie Columba.
Nel 1973 si laureò alla Università del Texas ad Austin e poco dopo venne inserito nella lista di soldati americani da mandare in Vietnam, ma quando arrivò il suo turno il conflitto era già terminato: ciò gli permise di lavorare come bancario prima in Texas e poi a Miami, in Florida. Proprio a Miami fondò la IntrAmerica Investments Inc. avendo come socio l'imprenditore di origini cubane Armando Codina, ma a giugno 1993 lasciò l'azienda per dedicarsi all'attivismo politico: nello stesso periodo si converte dal metodismo al cattolicesimo.

### Elezioni generali della Florida

#### Elezioni del 1994
In accordo con la fede repubblicana della sua famiglia, nel 1994 si candidò per il governatorato del Florida ma venne sconfitto per pochi voti (51% contro 49%) dal candidato democratico Lawton Chiles.

#### Elezioni del 1998
Nel 1998 ci riprovò e stavolta vinse: la sfida contro il democratico Buddy MacKay si risolse in suo favore dato che Bush riuscì a ottenere il 55% dei consensi. I motivi del successo furono la fiducia concessagli dagli immigrati cubani anti-castristi (l'80% di loro votò per lui) e dagli ispanici (il 56% lo appoggiò). Al contrario, nonostante egli sia un dichiarato filo-israeliano, solo il 44% degli ebrei lo scelse.

#### Elezioni del 2002
Nel 2002 fu rieletto governatore per un secondo mandato col 56% delle preferenze. Lasciò il governatorato della Florida il 2 gennaio 2007, al termine del secondo mandato, come imposto dalla legge di quello Stato.

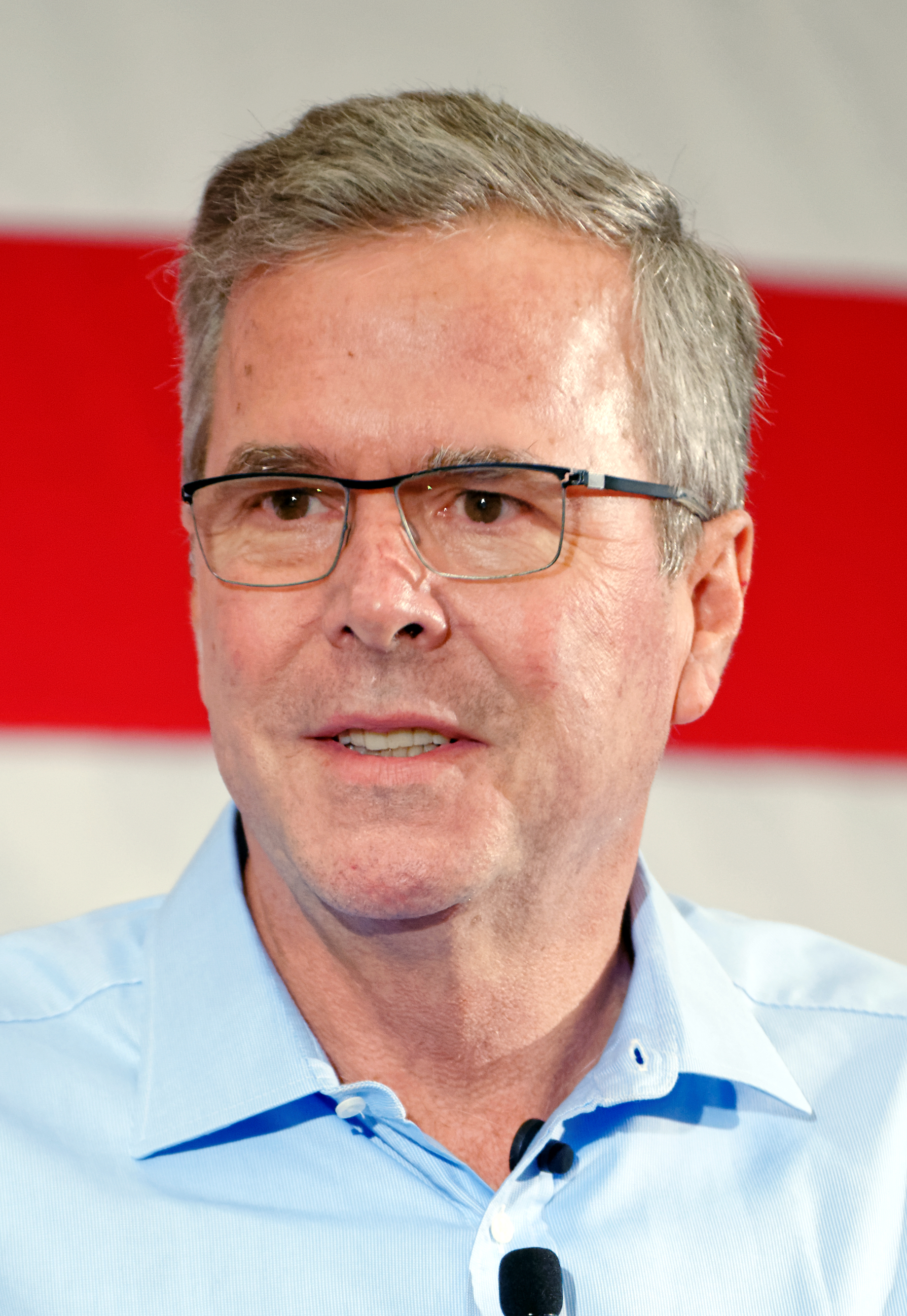
Jeb Bush nel 2015

### Elezioni presidenziali 2016
Il 15 giugno 2015 Jeb annunciò formalmente, durante un comizio al Miami Dade College, la sua candidatura alle prossime elezioni presidenziali: destò scalpore il fatto che nel logo "Jeb! 2016" non fosse presente il cognome Bush.

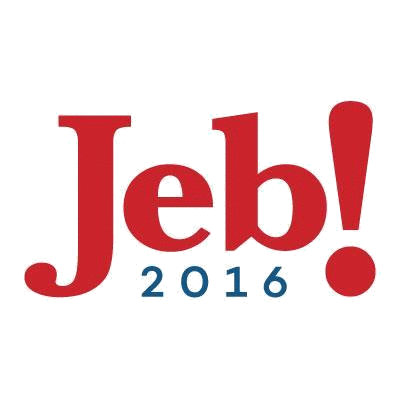
Logo della campagna presidenziale di Jeb Bush.

Tuttavia, già nel 2013, l'anziana madre Barbara aveva affermato pubblicamente la sua posizione sfavorevole alla candidatura presidenziale del figlio: «abbiamo avuto abbastanza Bush».
All'inizio considerato il grande favorito del Partito Repubblicano alla nomination, sponsorizzato dalla gerarchia del partito e collettore di facoltosi finanziatori elettorali, il conservatorismo convenzionale di Jeb fu ritenuto dai commentatori in grado di intercettare l'elettorato per riconsegnare la Casa Bianca ai repubblicani nel 2016. Sull'altro versante, quello democratico, infatti era scontata la designazione dell'ex Segretario di Stato ed ex First Lady Hillary Clinton, il cui marito Bill aveva sfidato (vincendo), il padre di Jeb, George Bush tanto che i giornali parlarono di un nuovo scontro dinastico, dopo un ventennio, tra i Bush per i repubblicani e i Clinton per i democratici.
I sondaggi nazionali lo diedero in testa al primo posto col 14% seguito dal governatore del Wisconsin Scott Walker (13%) che ad un certo punto passò in testa per poco, e dal senatore del Kentucky Rand Paul. Tuttavia con l'entrata in scena di candidati ultraconservatori anti-establishment come Donald Trump e Ben Carson, l'astro di Bush subì un declino inarrestabile.
Il suo consenso precipitò rapidamente al 6%, attestandosi dopo i primi test elettorali tra il 4,5%-5,5% (contendendo i voti moderati col Governatore del New Jersey Chris Christie al 3,5%) mentre la sfida alla leadership lo vide contrapposto al miliardario Trump (30%) e al neurochirurgo Carson (20%), entrambi presentatisi con una piattaforma elettorale apertamente critica delle politiche del Partito Repubblicano, considerate corresponsabili del declino economico della classe media. Attaccato, e persino ridicolizzato come candidato dell'establishment del partito da Donald Trump - col quale ingaggiò per mesi un duello perdente - Jeb riuscì sempre sconfitto. Nel frattempo, difficoltà vennero registrate nella raccolta fondi perché i grandi finanziatori del Partito Repubblicano cominciarono ad abbandonarlo.
Il 1º febbraio 2016 nelle primarie in Iowa, Bush si piazzò solo 6° su 12 candidati - con il 2,8% pari a 5 238 voti con un delegato - superato dal senatore ultraconservatore Ted Cruz (28%), da Donald Trump (24%), dal conservatore Tea Party moderato Marco Rubio (23%), ma anche da Ben Carson (9%) e persino dal senatore Rand Paul al 4,5%
Il 7 febbraio, nelle primarie del New Hampshire, Jeb ottenne un misero 4º posto conquistando 3 delegati con 11% pari a 31 310; a vincere furono per la prima volta Donald Trump al 35% seguito a distanza dal governatore dell'Ohio, il moderato John Kasich, col 16%.
Dopo la sconfitta in New Hampshire, Bush - che prese apertamente le difese dell'eredità politica di padre e fratello - decise di farsi accompagnare nei comizi in Carolina del Sud proprio dal fratello. Queste primarie misero la parola fine alla candidatura di Jeb Bush: 4º su 6 candidati, fuori dal podio con un misero 7,8% per 57 863 voti. Umiliato dall'ennesima disfatta, peraltro dopo aver speso più di qualsiasi altro candidato (oltre 130 milioni di dollari) e non aver vinto nemmeno un singolo stato, Jeb si ritirò dichiarando: «Gli elettori hanno scelto diversamente e ne va preso atto», senza menzionare l'avversario Trump.